# آمادو کولیبالی
آمادو کولیبالی (انگلیسی: Amadou Coulibaly؛ زادهٔ ۳۱ دسامبر ۱۹۸۴) بازیکن فوتبال اهل بورکینافاسو بود.
از باشگاه‌هایی که در آن بازی کرده است می‌توان به باشگاه فوتبال رن، باشگاه فوتبال اوستنده، و باشگاه فوتبال گرونوبل فوت ۳۸ اشاره کرد.
وی همچنین در تیم ملی فوتبال بورکینافاسو بازی کرده است.